# Josep Amengual i Batle
Josep Amengual i Batle (Biniali, Mallorca 1938). Doctor en Teologia (1970) i Llicenciat en Història de l’Església (1968) per la Universitat Gregoriana de Roma amb la tesi La atracción del Padre y la fe en Cristo, Bilbao 1973, i Doctor en Història (1985) per la UIB, on va presentar la tesi Orígens del cristianisme a les Balears i el seu desenvolupament, fins a l’època musulmana, I-II, Palma 1991-1992. Professor d’Història de l’Església a la Facultat de Teologia de la Universitat de Deusto (Bilbao, 1970-1977) i al Centre d’Estudis de Teologia de Mallorca, CETEM. Membre de la Congregació de Missioners dels SS. Cors (1954) i ordenat de prevere el 1964. Va ser superior general de la Congregació al llarg de tres sexennis, 1993 a 2011. Va ser Vice-President de la FERE (Federació Espanyola de Religiosos de l’Ensenyament) (1994-1998).
Al 1973 formà part de la Comissió Interdiocesana Valentina dirigida pel pare Pere Riutort al costat d'altres intel·lectuals d'aquells anys, com ara Josep Gea Escolano, Josep Alminyana i Vallés, Francesc de Borja Moll, Francesc Ferrer, Beatriu Civera, Joan Josep Senent i Anaya, Manuel Sanchis Guarner, Xavier Casp, Vicent Sorribes i Gramatge, Enric Valor o Francesc Ferrer Pastor.
S'ha especialitzat en la història dels orígens del cristianisme a les Balears i del priscil·lianisme a la Tarraconense. Passen del 450 els articles i llibres publicats. Entre els quals cal ressenyar: Consenci. Correspondència amb Sant Agustí, I i II, (Fundació Bernat Metge), Barcelona 1986 i 1991; «Les Quaestiones Orosii et responsiones Augustini, obra de Consenci?», Arxiu de Textos Catalans Antics, 21 (2002) 7-121. «Pervivència de les Quaestiones Orosii et responsiones Augustini, fins a finals del s. viii», ATCA, 22 (2003) 9-102. «Ubi pars graecorum est: medio milenio de historia relegada de las Baleares y Pitiusas», Pyrenae, 36/2 (2005) 87-113. Judíos, católicos y herejes: el microcosmos balear y tarraconense de Seuerus de Menorca, Consentius y Orosius, (413-421), Granada 2008. «Intellectum ualde ama. “estima intensament la intel·ligència”. Sant Agustí, Ep. 120,iii,13,4», A la recerca del sentit de la Paraula. Miscel·lània d’Homenatge al Prof. Dr. Josep Rius-Camps, RCatT, 35/2 (2010) 581-617 (311-347). «El prólogo hagiográfico de la Carta de Severo de Menorca (418) primer testimonio de la llegada de los Hechos Apócrifos de San Juan a Occidente y las transformaciones del priscilianismo en la Tarraconense y Mediodía de las Galias», Sacris Erudiri, 50 (2011) 265-315. «Tarragona, Cartagena, Elx i Toledo. Metropolitans i Vicaris papals en el s. VI», «E l’amic digué a l’amat». Miscel·lània d’homenatge al Prof. Dr. Josep Perarnau i Espelt. Planellas i Barnosell, Joan-Godoy Fernández, Cristina (eds.), RCatT, 38/2a (2013) (189) 547-(232) 590.  «Litorius, qui nuper hanc prouinciam rexit et nunc comes esse dicitur, i la província Insularum Balearum (ca. a. 395-418)», Sánchez León, M. L., (ed.), Les Balears romanes. Nous estudis, Palma: Documenta Balear, 2012, 139-169.  «El comes Litorius i Asterius, comes Hispaniarum», Les Balears romanes. Nous estudis, Sánchez León, M. L., (ed.), Palma: Documenta Balear 2012, 171-185. «The Cult of the Female Protomartyr and Apostle Saint Thecla, in Hispania», Jeremy W. Barrier, Jan N. Bremmer, Tobias Nicklas, Armand Puig i Tàrrech (eds.), Thecla: Paul’s Disciple and Saint in the East and West, (Studies on Early Christian Apocrypha (Book 12), Leuven: Peeters, 2017, pp. 240-282. «The Origin and Timespan of the Archipielagos' Names, the Islands and Cities of the Balearic and Pitiusan Island», Velaza, Javier, (ed.), Insularity, identity and epigraphy in the Roman world. Newcastle upon Tyne: Cambridge Scholars Publishing, 2017, 197-220.
La història de l’Església a Mallorca ha estat tractada a Historia de las diócesis españolas. 16. Iglesias de Mallorca, Menorca, Ibiza. Coordinación: Josep Amengual i Batle. Autores: Josep Amengual i Batle- Pere Fullana Puigserver, Joan Piña Torres- Guillermo Pons Pons, Biblioteca de Autores Cristianos. Madrid. MMXX, amb l’edició de Visitas ad limina de los obispados de Baleares: Mallorca, Menorca e Ibiza (1590-1939), I i II, (1939- 1958), (Instituto de Estudios Hispánicos en la Modernidad IEHM 5 i 19), Madrid: Sindéresis 2019 i 2021. L’obra de més abast és la que ha obert una sèrie, amb el títol La història de Mallorca i les Religions del Llibre. I: Les Balears de la Tardana Romanitat a l’època musulmana (903), I/1: Dels déus grecoromans al judaisme i al cristianisme, fins a la conquesta dels Vàndals (455), i I!/2 I/2: Vàndals, Bizantins i Musulmans (455-903). Basíliques i mosaics. La trajectòria singular de les Illes Balears, (Les tres Emes, 1i 2), Palma: Llibres Ramon Llull 2022 i 2023.
És innovador el seguiment de la història dels noms dels arxipèlags, illes i ciutats, presentada a Gimnèsies, Pitiüses i Balears. Maiorica i Minorica. Els arxipèlags, les illes i les ciutats balears a les èpoques tardoromana, vàndala i bizantina. Des d’Hecateu de Milet (546-480 aC), Sever, bisbe de Menorca (418), fins a Sigurd, rei de Noruega (1089-1130), (Menjavents, 156), Palma: Documenta Balear 2023.
Un plantejament de la causa de canonització del Beat Ramon Llull, ha quedat actualitzat a Ramon Llull, Sanctus Martyr mallorquí. La reivindicació de Benet XIV, (Llibres Ramon Llull. El quadern gris. C.B.), Palma 2014.
La història de la pastoral i del país és un altre camp de la seva recerca, amb publicacions com Llengua i Catecisme a Mallorca. Entre la pastoral i la política, Mallorca 1991, L’Església com a Poble de Déu, (Pub. Santuari de Lluc) Mallorca 1993; Guía para visitar los Santuarios Marianos de Baleares, Madrid: Encuentro 1997. D’entre els nombrosos treballs sobre la seva Congregació, remarquem Columna y Antorcha de la Iglesia de Mallorca. P. Joaquim Rosselló i Ferrà, Madrid 1996.
Les aportacions a congressos i cursos universitaris se poden trobar en articles publicats a Pyrenae, Bolletí de la Societat Arqueològica Lul·liana, Revista Catalana de Teologia, Lluc, Analecta Sacra Tarraconensia, Comunicació. Revista del CETEM, Revue des Études augustiniennes, París,  Studia Ephemeridis Augustinianum, Roma, Hispania, Arxiu de textos catalans antics, Sacris Erudiri,(Turnhout, Brepols)  Archivo Ibero-Americano, etc. [3].